# Monkey Bay (Malawi)
Pour les articles homonymes, voir Monkey Bay.
Monkey Bay ou Lusumbwe est un village de Mangochi qui se trouve dans le district du même nom, dans la Région Sud, au Malawi. Elle se trouve sur les rives du lac Malawi et en est l'un de ses principaux ports. Sa population était estimée en 2018 à 14 955 habitants. Monkey Bay est à 206 km de Lilongwe, la capitale du Malawi, et à 253 km de Blantyre. C'est une station balnéaire touristique souvent traversée sur la route de Cape Maclear.

## Histoire
Dans les années 1880, Monkey Bay était dirigée par le chef musulman Yao et marchand d'esclaves Mponda. À la fin du XIXe siècle, le premier évêque de l'île de Likoma, Chauncy Maples (en), se noie près de Monkey Bay, dans le lac Malawi. Dans les années 1960, il y a un laboratoire de recherche sur la pêche à Monkey Bay, financé par le gouvernement colonial du Nyassaland.

## Géographie
Monkey Bay se trouve sur  la rive sud du lac Malawi, et en est l'un de ses principaux ports. Monkey Bay se trouve à une altitude de 500 m.
Monkey Bay se trouve à 6 km de Chimpamba, 3 km de Zambo, 1,5 km de Msumbi et 800 m de Mbalamanja.

## Niveau de vie
En mars 2003, le président malawien de l'époque, Bakili Muluzi, a tenu un meeting à Monkey Bay et a promis de contribuer à la réduction de la pauvreté. L'organisation caritative Save the Children est active dans la région de Monkey Bay. Selon un volontaire allemand travaillant avec la Back to School Foundation, les habitants de Monkey Bay ne vivent pas au seuil de pauvreté, mais au seuil d'existence. Les maisons sont de simples huttes en argile et peu de ménages peuvent s'offrir l'électricité, car les frais de connexion représentent à eux seuls trois fois le salaire mensuel moyen.

## Infrastructures

### Aménités
Il y a un supermarché et un marché à Monkey Bay, bien qu'il n'y ait pas de bureaux de change ou de guichets automatiques. Le 22 février 2010, une première banque a ouvert ses portes, la Malawi Savings Bank Agency, qui opérait depuis le bureau de poste. Elle a déménagé dans ses propres locaux, un bâtiment rénové et spacieux situé au centre commercial.
Il n'y a pas de cybercafé en état de fonctionnement, bien qu'il y ait des panneaux indiquant la présence de cybercafés. Le village compte plusieurs maisons d'hôtes. Le distributeur le plus proche se trouve dans la ville de Mangochi.

### Transport
Monkey Bay est reliée à Lilongwe et Blantyre par un service de bus. L'aéroport le plus proche se trouve à Ulongwe, à environ 80 km. Deux ferries de passagers naviguent chaque semaine sur le lac Malawi entre Monkey Bay et Chilumba : le MV Ilala (en) et le Mtendere. Le Ilala est un bateau à vapeur de 350 passagers qui dessert la ligne depuis 1951. En mars 2003, l'Union européenne a financé l'amélioration de la route reliant Monkey Bay à Masasa et Golomoti. En février 2006, le gouvernement du Malawi a annoncé son intention de construire une route entre Monkey Bay et Cape Maclear En mars 2006, il n'y avait plus d'accès routier à Monkey Bay, les pires inondations depuis 1978 ayant emporté plusieurs kilomètres de route et un pont. Les précipitations ont atteint environ 158 mm et plusieurs milliers de personnes dans le district de Mangochi se sont retrouvées sans abri.

### Éducation
L'école catholique de Nankhwala se trouve à Monkey Bay.

### Santé
Monkey Bay dispose d'un hôpital, mais les services médicaux ne sont pas très développés ; la chirurgie et la médecine générale sont toutefois disponibles à Monkey Bay.

### Sécurité
Monkey Bay dispose d'un poste de police. C'est également le quartier général de 220 soldats de l'Infanterie de marine de l'armée du Malawi,.

## Tourisme

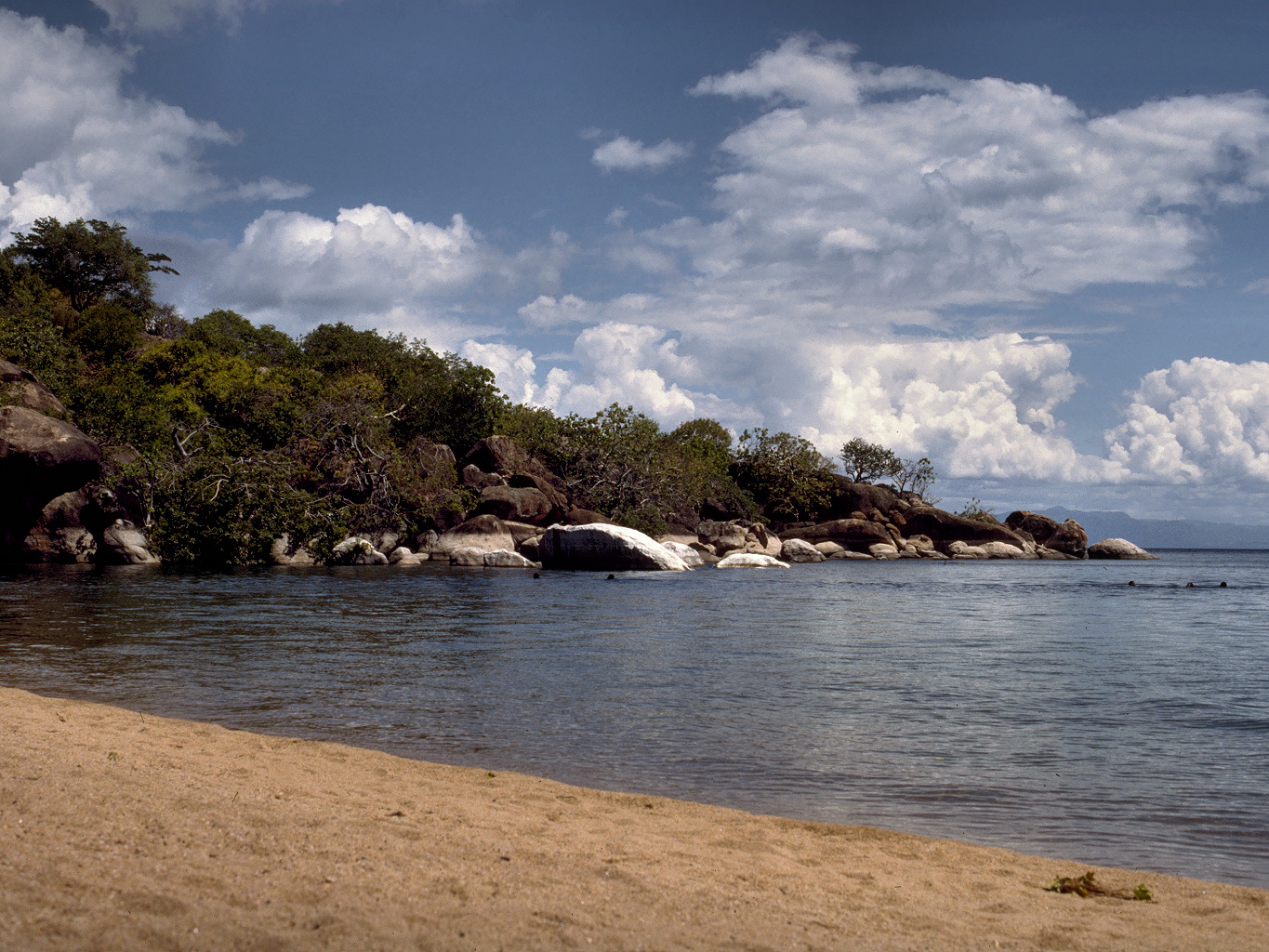
Vue sur Otter Point dans le parc national du lac Malawi. Cap Maclear, Malawi.

Monkey Bay a été décrite comme « la station balnéaire la plus connue du pays » par l'Agence France-Presse, et Factiva fait référence à Monkey Bay comme la « zone balnéaire la plus connue » du Malawi La région possède des « plages de sable et des poissons tropicaux », et est populaire auprès des touristes. Il existe des écoles de plongée à Monkey Bay, mais, selon le Daily Telegraph, elles sont considérées comme médiocres par les touristes. La ville est également un point de transit vers Cap Maclear.

## Démographie
| Année | Population, |
| ----- | ----------- |
| 1987  | 5 649       |
| 1998  | 10 749      |
| 2008  | 11 246      |
| 2018  | 14 955      |